# Crieur (légende)
Pour les articles homonymes, voir Crieur.
Les crieurs, ou appeleurs, forment un ensemble de créatures nocturnes issues de la mythologie et du folklore populaire, dont la caractéristique commune est de crier ou d'apostropher les voyageurs, soit pour les attirer dans des pièges, soit pour les avertir d'un danger.

## Origine
Au XVIIIe siècle, Bridoux suppose que les appeleurs sont les esprits de créatures du petit peuple disparues. Pierre Dubois pense qu'il n'en est rien, et donne une explication de conteur : les appeleurs seraient les hérauts du monde de féerie, leur mission consistant à prévenir les hommes de leur folie meurtrière. Au fil du temps, ils auraient oublié leur mission et en seraient venus à crier sans but durant la nuit.

## Formes
Ces créatures sont particulièrement difficiles à étudier, en raison de la multiplicité de leurs formes et de leurs habitats. Généralement décrits comme des lutins ou des revenants, ils peuvent revêtir de très nombreuses formes humanoïdes ou animales. Le nom employé est hupeu dans le Berry, houppeux en Picardie, houpou en Haute-Bretagne, lupeux dans le Berry, crieux dans le Maine et l'Anjou, hueur dans le Limousin, ouyeux en Champagne-Ardenne, huard en Normandie, et hucheur dans les Alpes vaudoises.

### Schrat
Le schrat germanique, l'un des plus anciens crieurs recensés, est très probablement issu de croyances mortuaires (larva), auxquelles s'ajoute la notion de masque (masca). En Angleterre, il devient la scraette, qui cent ans plus tard donne l'ephialtès, lié à la notion de cauchemar. Plus tard, il est décrit comme une créature du petit peuple, nain ou lutin.

### Oiseau crieur
Le hupeur, ou hueur, est un oiseau nocturne fabuleux du folklore français, qui niche près des étangs et des marais. Lorsque la nuit tombe, il se met à crier d'une voix humaine pour attirer les promeneurs égarés. Si quelqu'un commet l'erreur de lui répondre, l'oiseau commence à raconter toutes sortes d'histoires afin d'attirer sa victime dans la vase et la boue des marais. Il se transforme alors pour pousser et noyer l'imprudent, puis reprend son apparence première afin de trouver une autre victime. Ses cris seraient irrésistibles, au point d'être perceptibles même aux dormeurs qui ne peuvent alors s'empêcher de se lever pour en chercher la source.

#### Lupeux
George Sand évoque cette créature dans ses légendes rustiques : dans le Berry, le lupeux répète Ah ! Ah ! jusqu'à ce qu'on lui réponde.

### Hutzêran
Lutin hurleur du canton de Vaud.

### Moine de Saire
Le moine de Saire a l'apparence d'un petit homme en frac blanc. Tantôt, il apparaît dans la rade de Cherbourg où il semble se noyer, suppliant les matelots et les marins de l'aider. Si l'un d'entre eux lui tend une main amicale, le moine de Saire entraîne l'infortuné au fond des eaux. D'autres fois, il se place sur des rochers et crie aux passants de venir à lui, toujours dans le but de les noyer. Enfin, il peut en défier d'autres à la course et les entrainer dans la mer.

### Dame Dagenda
Connus des Papous de Nouvelle-Guinée, ils égarent les hommes dans la brousse en imitant des cris d'animaux. D'après les sorciers, le seul moyen de les duper est de chanter très fort dans un dialecte qu'ils ne connaissent pas, le temps de traverser leur territoire.

### Saurimonde
La Saurimonde est une légende du haut-Languedoc se présentant comme un bel enfant blond abandonné, et appelant en sanglotant, jusqu'à ce qu'une personne l'élève et le ou la marie. Après quoi, la Saurimonde donne naissance à un Diable puis voue ses proches à l'enfer.

### Houpoux
Cet appeleur de Haute-Bretagne imite le cri d'appel des paysans le soir, et selon Paul Sébillot, prend aussi la voix d'une jeune fille séductrice.

### Ian an Ôd et Iannic ann Ôd
« Jean du rivage » est le plus connu des appeleurs de Basse-Bretagne. En Cornouaille, il hurle sur les grèves.

## Interprétations
Cette légende est universellement présente sous diverses variantes qui ont pour point commun la nuit et ses dangers.